# Pomatoschistus tortonesei
Pomatoschistus tortonesei е вид лъчеперка от семейство Попчеви (Gobiidae). Видът е застрашен от изчезване.

## Разпространение
Разпространен е в Италия (Сицилия) и Тунис.